# Flaxton
Flaxton é uma cidade localizada no estado norte-americano de Dacota do Norte, no Condado de Burke.

## Demografia
Segundo o censo norte-americano de 2000, a sua população era de 73 habitantes.
Em 2006, foi estimada uma população de 62, um decréscimo de 11 (-15.1%).

## Geografia
De acordo com o United States Census Bureau tem uma área de
0,7 km², dos quais 0,7 km² cobertos por terra e 0,0 km² cobertos por água.

## Localidades na vizinhança
O diagrama seguinte representa as localidades num raio de 36 km ao redor de Flaxton.